# Борьба на поясах на летней Универсиаде 2013
Соревнования по борьбе на поясах на XXVII Всемирной летней Универсиаде прошли с 7 по 9 июля. Всего было разыграно 19 комплектов наград.
Соревнования по борьбе на поясах в стиле «корэш» (куреш) будут организованы в соответствии с самым последним техническим регламентом Международной федерации объединённых стилей борьбы (FILA), а соревнования по борьбе на поясах в вольном стиле – в соответствии с самым последним техническим регламентом Международной ассоциации борьбы на поясах (IBWA).
Соревнования в вольном стиле проводятся по олимпийской системе. Любой спортсмен, проигравший финалисту, имеет возможность побороться за бронзовую медаль в утешительном турнире. В каждой весовой категории будут вручены две бронзовые медали.
Каждый поединок длится 4 минуты. В случае равенства очков даётся 30 секунд для определения победителя через короткий захват. Если борец превзойдёт соперника на 6 или более очков, то победа будет присвоена ему автоматически.
Соревнования в стиле «корэш» проводятся также по олимпийской системе. Проигравшие борцы в полуфиналах занимают третье место. Финалисты соревнований оспаривают первое и второе места. Борцы борются только с завязанными кушаками. Продолжительность схватки – 4 минуты.

## Медали

### Медалисты

#### Мужчины
| Категория                                | Золото                                | Серебро                               | Бронза                                  |
| Классический стиль, до 60 кг             | Нафис Миннебаев Россия (RUS)          | Максим Мамулат Молдавия (MDA)         | Нуржан Рыскул уулу Киргизия (KGZ)       |
| Классический стиль, до 60 кг             | Нафис Миннебаев Россия (RUS)          | Максим Мамулат Молдавия (MDA)         | Отгон-Эрдене Мунхбаяр Монголия (MGL)    |
| Классический стиль, до 70 кг             | Ильдар Гиниятуллин Россия (RUS)       | Агамурад Оразсахедов Туркмения (TKM)  | Константин Тарасов Украина (UKR)        |
| Классический стиль, до 70 кг             | Ильдар Гиниятуллин Россия (RUS)       | Агамурад Оразсахедов Туркмения (TKM)  | Михаил Косничан Молдавия (MDA)          |
| Классический стиль, до 80 кг             | Ильнар Галиев Россия (RUS)            | Зайлобиддин Артиков Узбекистан (UZB)  | Довран Яйлымов Туркмения (TKM)          |
| Классический стиль, до 80 кг             | Ильнар Галиев Россия (RUS)            | Зайлобиддин Артиков Узбекистан (UZB)  | Янис Рерихс Латвия (LAT)                |
| Классический стиль, до 90 кг             | Ильнур Муртазин Россия (RUS)          | Павел Продухо Белоруссия (BLR)        | Дуулатбек Сапарбек уулу Киргизия (KGZ)  |
| Классический стиль, до 90 кг             | Ильнур Муртазин Россия (RUS)          | Павел Продухо Белоруссия (BLR)        | Леонид Рябчун Украина (UKR)             |
| Классический стиль, до 100 кг            | Ренат Ахметшин Россия (RUS)           | Эскерхан Осканов Казахстан (KAZ)      | Анатолий Молдован Молдавия (MDA)        |
| Классический стиль, до 100 кг            | Ренат Ахметшин Россия (RUS)           | Эскерхан Осканов Казахстан (KAZ)      | Кадыр Келсинбеков Киргизия (KGZ)        |
| Классический стиль, свыше 100 кг         | Сергей Павлик Россия (RUS)            | Алексей Соболь Белоруссия (BLR)       | Григорий Рудельсон Израиль (ISR)        |
| Классический стиль, свыше 100 кг         | Сергей Павлик Россия (RUS)            | Алексей Соболь Белоруссия (BLR)       | Сугаржаргал Болдпурев Монголия (MGL)    |
| Классический стиль, абсолютная категория | Сергей Павлик Россия (RUS)            | Ильнур Муртазин Россия (RUS)          | Ренат Ахметшин Россия (RUS)             |
| Классический стиль, абсолютная категория | Сергей Павлик Россия (RUS)            | Ильнур Муртазин Россия (RUS)          | Ильнар Галиев Россия (RUS)              |
| Свободный стиль, до 62 кг                | Ягшимурад Аннамурадов Туркмения (TKM) | Дмитрий Косенок Украина (UKR)         | Габдыжалил Сулейманов Россия (RUS)      |
| Свободный стиль, до 62 кг                | Ягшимурад Аннамурадов Туркмения (TKM) | Дмитрий Косенок Украина (UKR)         | Ибодулло Алибердизода Таджикистан (TJK) |
| Свободный стиль, до 68 кг                | Азамат Лайпанов Россия (RUS)          | Абдуазим Бойназаров Таджикистан (TJK) | Умер Белялов Украина (UKR)              |
| Свободный стиль, до 68 кг                | Азамат Лайпанов Россия (RUS)          | Абдуазим Бойназаров Таджикистан (TJK) | Бегенч Ягмыров Туркмения (TKM)          |
| Свободный стиль, до 75 кг                | Алибек Лепшоков Россия (RUS)          | Димаш Молдашев Казахстан (KAZ)        | Зайлобиддин Артиков Узбекистан (UZB)    |
| Свободный стиль, до 75 кг                | Алибек Лепшоков Россия (RUS)          | Димаш Молдашев Казахстан (KAZ)        | Игорь Бешляга Молдавия (MDA)            |
| Свободный стиль, до 82 кг                | Нурбек Кожобеков Киргизия (KGZ)       | Гылыч Джумаев Туркмения (TKM)         | Аян Ермекбаев Казахстан (KAZ)           |
| Свободный стиль, до 82 кг                | Нурбек Кожобеков Киргизия (KGZ)       | Гылыч Джумаев Туркмения (TKM)         | Арсен Токов Россия (RUS)                |
| Свободный стиль, до 90 кг                | Алибек Хапаев Россия (RUS)            | Сейди Батыров Туркмения (TKM)         | Канимет Барпыбеков Киргизия (KGZ)       |
| Свободный стиль, до 90 кг                | Алибек Хапаев Россия (RUS)            | Сейди Батыров Туркмения (TKM)         | Нозимжон Иброхимжонов Узбекистан (UZB)  |
| Свободный стиль, до 100 кг               | Нурбек Аканов Киргизия (KGZ)          | Анар Дорж Монголия (MGL)              | Хошгельды Ханаев Туркмения (TKM)        |
| Свободный стиль, до 100 кг               | Нурбек Аканов Киргизия (KGZ)          | Анар Дорж Монголия (MGL)              | Анатолий Молдован Молдавия (MDA)        |
| Свободный стиль, свыше 100 кг            | Сугаржаргал Болдпурев Монголия (MGL)  | Александр Гордиенко Украина (UKR)     | Мурат Джумаев Туркмения (TKM)           |
| Свободный стиль, свыше 100 кг            | Сугаржаргал Болдпурев Монголия (MGL)  | Александр Гордиенко Украина (UKR)     | Бекболсун Кушубаков Киргизия (KGZ)      |

#### Женщины
| Категория                    | Золото                                 | Серебро                           | Бронза                               |
| Свободный стиль, до 52 кг    | Гульбадам Бабамуратова Туркмения (TKM) | Ульвия Керимова Азербайджан (AZE) | Замира Ахмедова Узбекистан (UZB)     |
| Свободный стиль, до 52 кг    | Гульбадам Бабамуратова Туркмения (TKM) | Ульвия Керимова Азербайджан (AZE) | Гульнур Ерболова Казахстан (KAZ)     |
| Свободный стиль, до 58 кг    | Серафима Сафонова Россия (RUS)         | Кацуки Сакагами Япония (JPN)      | Рушана Нузджавова Туркмения (TKM)    |
| Свободный стиль, до 58 кг    | Серафима Сафонова Россия (RUS)         | Кацуки Сакагами Япония (JPN)      | Бурул Алыкулова Киргизия (KGZ)       |
| Свободный стиль, до 66 кг    | Алис Шлезингер Израиль (ISR)           | Анна Емельяненко Россия (RUS)     | Гульнар Хайытбаева Туркмения (TKM)   |
| Свободный стиль, до 66 кг    | Алис Шлезингер Израиль (ISR)           | Анна Емельяненко Россия (RUS)     | Энхчимег Содномсурен Монголия (MGL)  |
| Свободный стиль, до 76 кг    | Рино Абэ Япония (JPN)                  | Таисия Киреева Россия (RUS)       | Людмила Никитина Украина (UKR)       |
| Свободный стиль, до 76 кг    | Рино Абэ Япония (JPN)                  | Таисия Киреева Россия (RUS)       | Гуландом Каробоева Таджикистан (TJK) |
| Свободный стиль, свыше 76 кг | Татьяна Зырянова Россия (RUS)          | Нагизель Сарбашова Киргизия (KGZ) | Мунхтуя Дашням Монголия (MGL)        |
| Свободный стиль, свыше 76 кг | Татьяна Зырянова Россия (RUS)          | Нагизель Сарбашова Киргизия (KGZ) | Махри Мулкиева Туркмения (TKM)       |

### Общий зачёт
| Общее количество медалей | Общее количество медалей | Общее количество медалей | Общее количество медалей | Общее количество медалей | Общее количество медалей |
| Место                    | Страна                   | Золото                   | Серебро                  | Бронза                   | Всего                    |
| ------------------------ | ------------------------ | ------------------------ | ------------------------ | ------------------------ | ------------------------ |
| 1                        | Россия                   | 12                       | 3                        | 4                        | 19                       |
| 2                        | Туркменистан             | 2                        | 3                        | 7                        | 12                       |
| 3                        | Кыргызстан               | 2                        | 1                        | 6                        | 9                        |
| 4                        | Монголия                 | 1                        | 1                        | 4                        | 6                        |
| 5                        | Япония                   | 1                        | 1                        | -                        | 2                        |
| 6                        | Израиль                  | 1                        | -                        | -                        | 1                        |
| 7                        | Украина                  | -                        | 2                        | 4                        | 6                        |
| 8                        | Казахстан                | -                        | 2                        | 2                        | 4                        |
| 9                        | Беларусь                 | -                        | 2                        | -                        | 2                        |
| 10                       | Молдова                  | -                        | 1                        | 4                        | 5                        |
| 11                       | Узбекистан               | -                        | 1                        | 3                        | 4                        |
| 12                       | Таджикистан              | -                        | 1                        | 2                        | 3                        |
| 13                       | Азербайджан              | -                        | 1                        | -                        | 1                        |
| 14                       | Латвия                   | -                        | -                        | 1                        | 1                        |
| Всего                    | Всего                    | 19                       | 19                       | 37                       | 76                       |

Сводная таблица результатов по итогам 19 из 19 соревнований. Официальный результат. (недоступная ссылка)